# Claudio Monteverdi
Claudio Monteverdi, döpt 15 maj 1567 i Cremona, död 29 november 1643 i Venedig, var en italiensk kompositör, som anses ha varit den störste inom den tidiga barocken. Han antas ha skapat de första riktiga operorna.

## Biografi
Under sin barndom studerade Monteverdi hos Marc Antonio Ingegneri, som var maestro di cappella vid katedralen i Cremona. Eftersom det inte finns några tecken på att han sjungit i katedralkören, har han troligen fått privatundervisning. Monteverdi skrev sin första musik för allmänheten; några motetter och gudstjänstmadrigaler under 1582 och 1583. År 1587 utgav han sin första bok med madrigaler; strax därefter började han resa runt i världen.
Monteverdi började arbeta vid Vincents I av Gonzaga hov i Mantua år 1590 som sångare och violinist, och år 1602 blev han dirigent där. Fram till sin 40-årsdag ägnade han sig huvudsakligen åt att tonsätta madrigaler för kör och producerade nio böcker med detta totalt. Därefter började han komponera operor. De första verken av detta slag är Orfeo (L'Orfeo) från 1607 respektive Arianna från 1608. Även om Monteverdi inte var den förste operatonsättaren räknas han som konstformens skapare då han vidareutvecklade den musikaliskt, bland annat med recitativ och arior. Han skapade också ouvertyren (toccata), inledningsmusiken till verket.
År 1613 fick Monteverdi anställning som dirigent vid Markuskyrkan i Venedig, där han senare återställde den musikaliska standarden av både kören och instrumenten, som hade vissnat under ekonomiska problem misskötts av företrädaren Giulio Cesare Martiengo. Under sin tid i Venedig skrev Monteverdi sin sjätte, sjunde och åttonde madrigalbok. Den åttonde är den största, innehållande verk skrivna över en 30-årsperiod, bland annat den dramatiska scenen Tancredi e Clorinda (1624).
Under Monteverdis sista år i livet blev han sjuk, vilket inte hindrade honom från att komponera sina två sista mästerverk, Odysseus återkomst (1640) och Poppeas kröning (1642). Poppeas kröning är baserad på den romerske kejsaren Neros liv och innehåller såväl tragiska som romantiska scener blandade med komiska inslag (en nyhet för opera), mer realistiska porträtt av rollfigurerna och varmare melodier än som tidigare förekommit. Operan kräver en mindre orkester och har en mindre prominent roll för kören.
Monteverdi blev prästvigd inom den romersk-katolska kyrkan år 1632. Hans grav och gravmonument ligger i Farikyrkan i Venedig.

## Eftermäle
Nedslagskratern Monteverdi på planeten Merkurius och asteroiden 5063 Monteverdi är uppkallade efter honom.

## Verkförteckning
Numrering enligt Stattkus-förteckningen från 1985/2006.

### Världsliga vokalverk
- Canzonette för 3 röster, SV 1–21 (1584)
- Madrigaler, bok 1, SV 23–39 (1587)
- Madrigaler, bok 2, SV 40–59 (1590)
- Madrigaler, bok 3, SV 60–74 (1592)
- Madrigaler, bok 4, SV 75–93 (1603)
- Madrigaler, bok 5, SV 94–106 (1605)
- Scherzi musicali I, SV 230–245 (1607)
- Madrigaler, bok 6, SV 107–116 (1614)
- Madrigaler, bok 7 (Concerto), SV 117–145 (1619)
- Madrigaler, bok 8 (1638)
  - Canti guerrieri, SV 146–154
  - Canti amorosi, SV 155–167
- Scherzi musicali II, SV 246–251 (1632)
- Madrigaler, bok 9 (Madrigali e canzonette), SV 149–150, 158–159, 168–178, 254 (1651)

### Sceniska verk
- Orfeo, opera, SV 318 (1607)
- Arianna, opera, SV 291 (1608)
- Mascherato dell'ingrate, balett, SV 167 (1608)
- Tirsi e Clori, balett, SV 145 (1616)
- Prolog til La Maddalena, SV 333 (1617)
- Il combattimento di Tancredi e Clorinda, SV 153 (1624)
- Odysseus återkomst, opera, SV 325 (1640)
- Poppeas kröning, opera SV 308 (1643) (finns i två versioner)

### Kyrkomusik
- Sacrae cantiunculae, SV 207–229 (1582)
- Madrigali spirituali, SV 179–189 (1583)
- Missa a 6 voci da capella ("In illo tempore"), SV 205 (1610)
- Vespro della Beata Vergine (Marienvesper), SV 206 (1610)
- Selva morale e spirituale, SV 252–288 (1641)
- Messa et salmi, SV 190–204 (1650)